# Elijah Tana
Elijah Tana (ur. 28 lutego 1975 w Chingoli) – zambijski piłkarz grający na pozycji obrońcy.

## Kariera klubowa
Karierę piłkarską Tana rozpoczął w klubie Nchanga Rangers z miasta Chingola. W 1995 roku zadebiutował w jego barwach w rozgrywkach zambijskiej Premier League. W 1998 roku osiągnął z Nchangą Rangers swój pierwszy sukces w karierze, gdy wywalczył mistrzostwo Zambii. Z kolei w 2002 roku zdobył z nią Tarczę Dobroczynności.
W 2003 roku Tana przeszedł do angolskiego Petro Atlético Luanda. Przez 4 sezony grał w pierwszej lidze angolskiej, a następnie w 2007 roku odszedł do Al-Jazira Club mającego siedzibę w stolicy Zjednoczonych Emiratów Arabskich, Abu Zabi. Jeszcze w tym samym roku Zambijczyk został piłkarzem sudańskiego Al-Merreikh Omdurman i zdobył z nim Puchar Sudanu.
W 2008 roku Tana wrócił do Zambii i ponownie grał w drużynie Nchanga Rangers. W 2009 roku znów trafił do Angoli, tym razem do klubu Recreativo Caála. W 2010 zakończył karierę.

## Kariera reprezentacyjna
W reprezentacji Zambii Tana zadebiutował 10 czerwca 1995 roku w wygranym 3:2 towarzyskim meczu z Koreą Południową. W 2000 został powołany do kadry na Puchar Narodów Afryki 2000, na którym był podstawowym zawodnikiem i rozegrał 3 mecze: z Egiptem (0:2), z Burkina Faso (1:1) i z Senegalem (2:2). W 2002 roku w Pucharze Narodów Afryki 2002 w Mali także wystąpił w 3 spotkaniach: z Tunezją (0:0), z Senegalem (0:1) i Egiptem (1:2). W 2006 roku zaliczył swój trzeci turniej o Puchar Narodów Afryki. Jego dorobek na nim to 3 mecze: z Tunezją (1:4), Gwineą (1:2 i gol w 33. minucie) oraz z Republiką Południowej Afryki (1:0). Od 1995 do 2009 rozegrał w kadrze narodowej 77 meczów i strzelił 4 gole.